# Раду Нунвайллер
Раду Нунвайллер (рум. Radu Nunweiller, нар. 16 листопада 1944, Бухарест) — румунський футболіст, що грав на позиції півзахисника. По завершенні ігрової кар'єри — тренер.
Виступав, зокрема, за клуб «Динамо» (Бухарест), з яким став п'ятиразовим чемпіоном Румунії та дворазовим володарем Кубка Румунії, а також національну збірну Румунії, у складі якої був учасником чемпіонату світу 1970 року.

## Клубна кар'єра
Народився 16 листопада 1944 року в місті Бухарест. Вихованець футбольної школи клубу «Танарул Динамовіч». Влітку 1962 року в Румунії був проведений експеримент, до вищого дивізіону країни на сезон 1962/63 напряму заявили команду «Вііторул» (Бухарест), яку склали гравці юнацької збірної Румунії, що виграли юнацький чемпіонат Європи 1962 року. До цієї команди потрапив і Нунвайллер. 21 жовтня 1962 року він дебютував у вищій румунській лізі в матчі проти «Стяуа». Це був його єдиний матч у Лізі за «Вііторул», оскільки вже взимку експеримент визнали невдалим і команду розформували.
Влітку 1963 року Нунвайллер перебрався в «Динамо» (Бухарест) і в першому ж сезоні 1963/64 виграв з командою Національний чемпіонат і Кубок Румунії, хоча основним гравцем у тому сезоні не був, зігравши лише 5 ігор чемпіонату. З наступного сезону Нунвайллер став стабільно виходити на поле і в наступні роки ще чотири рази вигравав з командою чемпіонство (1964/65, 1970/71, 1972/73 і 1974/75), а сезоні 1967/68 він виграв свій другий кубок Румунії. Загалом Раду відіграв за бухарестську команду тринадцять сезонів своєї ігрової кар'єри.
Влітку 1976 року Нунвайллер покинув «Динам» і перейшов в «Корвінул». У 1979 році він впав з ним у Другу лігу і після цього вирішив завершити кар'єру. Всього у вищій румунській футбольній лізі він зіграв 333 матчі, забивши 40 голів.

## Виступи за збірну
21 вересня 1966 року дебютував в офіційних матчах у складі національної збірної Румунії в товариській грі проти НДР (0:2).
У складі збірної був учасником чемпіонату світу 1970 року у Мексиці, на якому він провів усі три матчі — проти Англії, Чехословаччини та Бразилії, але команда не подолала груповий етап.
Загалом протягом кар'єри у національній команді, яка тривала 10 років, провів у її формі 42 матчі, забивши 2 голи.

## Кар'єра тренера
Після закінчення кар'єри футболіста Нунвайллер разом з сім'єю емігрував до Швейцарії, громадянство якої прийняв. Там Раду і розпочав тренерську кар'єру, 1981 року очоливши тренерський штаб клубу «Мартіньї».
1984 року став головним тренером команди «Лозанна». Тренував швейцарську команду три роки, після чого протягом 1998—1998 років знову очолював тренерський штаб «Мартіньї». Надалі тренував невеликі швейцарські клуби «Етуаль Каруж», «Шенуа» та «Лозанну», а також входив до тренерського штабу клубу «Серветт».
На початку 2003 року Нанвайлер повернувся до Румунії та очолив клуб УТА (Арад) із завданням зберегти команді прописку у Дивізіоні А, але був звільнений вже через три місяці, 17 квітня 2003 року. Після цього Нунвайллер повернувся до Швейцарії де очолив «Івердон Спорт», з яким вийшов у Суперлігу, але був звільнений 22 серпня 2005 року після того, як «Івердон» взяв лише одне очко у шести іграх нового чемпіонату.
У сезоні 2009/10 він був помічником тренера в «Ксамаксі» у штабі П'єра-Андре Шурманна, після чого сам недовго був головним тренером команди.

## Титули і досягнення

### Як гравця
- Чемпіон Румунії (5):

«Динамо» (Бухарест): 1963–64, 1964–65, 1970–71, 1972–73, 1974–75
- Володар Кубка Румунії (2):

«Динамо» (Бухарест): 1963–64, 1967–68

## Особисте життя
Раду Нунвайллер походить з сім'ї, що складається з шести братів, старший з яких, Константін, був гравцем в водне поло, а інші п'ятеро: Думітру, Іон, Ліке, Віктор і Едуард були футболістами, кожен з яких пройшов хоча б один етап у своїй кар'єрі в «Динамо» (Бухарест). Вони стали причиною того, чому клуб отримав прізвисько «червоні пси». Щоб уникнути плутанини зі своїми братами, Раду заносився до протоколів румунською спортивною пресою як Нунвайллер VI.
У березні 2008 року він був нагороджений орденом «За заслуги в спорті» третього класу «в знак вдячності за його участь у фінальному турнірі чемпіонату світу 1970 року в Мексиці і за іншу діяльність».